# Peter Elleray
Peter Elleray est un ingénieur britannique de voitures sport-prototypes. Il est surtout connu pour avoir conçu la Bentley Speed 8 victorieuse des 24 Heures du Mans 2003.

## Carrière
En 1992, il participe à la création de la Peugeot 905.
À la fin des années 1990, il conçoit avec Tony Southgate, l'Audi R8C.
C'est en 2003, qu'il devient plus connu, avec la création de la Bentley Speed 8, qui à la troisième tentative, remporte les 24 Heures du Mans, en 2003.
Plus tard, il conçoit l'Embassy WF01, un prototype homologué dans la catégorie LMP2.